# 周防義和
周防 義和（Yoshikazu Suo,すおう よしかず、1953年 - ）は、日本の作曲家、編曲家、音楽家。東京都出身、長野県北佐久郡軽井沢町在住。日本大学商学部商業学科卒業。従弟は映画監督の周防正行。ポップロック、ジャズ、モード手法、クラシカル風での作曲も多い。
名古屋学芸大学客員教授、大阪スクールオブミュージック専門学校特別講師、東京造形大学講師、埼玉県立大学講師。MPJで定期的に作曲編曲講座も行う。各自治体での映画音楽講座を開催。

## 略歴・人物
作曲家として1981年の舞台劇『女殺油地獄』で劇音楽作曲（大きな作品として）の活動が始まる、映画、ドラマ、CMなどの作曲・編曲では多くの作品を提供している。いとこである周防正行の監督する映画の音楽を担当することも多い。1997年と2015年にはそれぞれ映画『Shall we ダンス?』と映画『舞妓はレディ』にて日本アカデミー賞最優秀音楽賞を受賞、2008年には映画『それでもボクはやってない』にて日本アカデミー賞優秀音楽賞を受賞。2020年には映画『カツベン!』で日本アカデミー賞を受賞優秀音楽賞を受賞。合計4度の日本アカデミー賞を受賞している。映画『舞妓はレディ』では毎日映画コンクール音楽賞受賞、おおさかシネマフェスティバル音楽賞受賞。日本インターネット映画大賞音楽賞受賞。
2014年より映像音楽制作ユニットSura:5（スラーゴ）としても活動する。Lydian,Lydian♭7などモード手法での作曲で独自の音世界を切り開く。
アーティスト活動では1990年代に弦楽四重奏とギター、ベース、パーカッション、歌からなるバンドBREW-BREWを結成しメジャーから2枚、インディーズから2枚の計4枚アルバムを発売、ライヴ活動も行った。フジテレビ音楽番組「WOOD」では弦楽四重奏中心にポップ・ロックをアレンジした生演奏に種ともこを迎えてスタジオ・ライブ風な演奏を行った。2010年には『それでもボクはやってない』の主題歌を歌ったtomo the tomoとtomo the tomo carpe diemを結成し、アルバム『CARPE DIEM』を発表・ライブ活動を展開している。ライブではギタリスト、キーボーディスト、シンガーとしても活動。また今日までにソロ・アルバム『空想から映像連鎖』（1997）『SLOW SLIDE SONGS 弦異抄』（2005）『遇游歌集』（2015年）を発表。現在まで自己アルバム、ユニット、サントラ等で36枚のアルバム制作をしている。2024年に社会風刺的なロック曲「SWEET POLITICIAN」を制作。https://www.youtube.com/watch?v=zwj7OmNPPRE
第35回湯布院映画祭にて自身の音楽特集が組まれ、音楽担当した映画の上映『シコふんじゃった。』（周防正行監督）『歓びの喘ぎ処女を襲う』（高橋伴明監督）『東京マリーゴールド』（市川準監督）が上映、トークとtomo the tomo carpe diemでのライヴも行う。
2022年12月東京藝術大学大学院映像研究科での市民講座に登壇、映画監督、プロデューサー、映画編集者、学生、一般人などの聴講者に向け映画音楽、映像と音楽の関わりを解説した講座を開催、好評を得た。
音楽性、映画音楽では弦楽、木管、打楽器などのオーケストレーションからジャズ・ロックのイディオムを使ったバリエーションのある音楽アンサンブルを見せ、ヴォイスを絡めた楽曲も多い。
一方、自己のユニット、ソロアルバムではロック・ミュージシャンとしての面、ノンジャンル、無国籍なサウンドメイカーでもある。映画『舞妓はレディ』では老若男女が歌えるようなポップ曲をはじめ、ミュージカルシーンに10数曲を作曲、4つの映画音楽賞を受賞した。
音楽教育面での活動も20年以上行い、理論、映画音楽の解説とともに弦楽セミナー、ヘッドアレンジセミナーという生楽器での実践的なレコーディング授業も定期的に開催している。
影響を受けた音楽家、好きなミュージシャンにクロード・ドビュッシー、イーゴリ・ストラヴィンスキー、ベラ・バルトーク、モーリス・ラヴェル、ウェイン・ショーター、ジョー・ザヴィヌル、マイルス・デイヴィス、チック・コリア、デューク・エリントン、ジャガー/リチャーズ、ピーター・ゲイブリエル、ビョーク、シェリル・クロウ、アントニオ・カルロス・ジョビン、ボブ・マーリー、ドナルド・フェイゲンなどを挙げている。

## 主な担当作品

### 映画
- 変態家族 兄貴の嫁さん（1984年）
- ファンシイダンス（1989年）
- シコふんじゃった。（1992年）
- お墓と離婚（1993年）
- Shall we ダンス?（1996年）
- 恋と花火と観覧車（1997年）
- 釣りバカ日誌イレブン（2000年）
- 東京マリーゴールド（2001年）
- 千の風になって（2003年）
- ドラッグストア・ガール（2004年）
- 死に花（2004年）
- 気仙沼伝説（2005年）一部のみで特別上映された幻の作品 主演：鈴木京香
- 劇場版AIR（2005年）
- 10MINUTE DIARY（2004年）オムニバスWEBムービー
- Life in motion（2006年）
- アルゼンチンババア（2007年）
- あしたの私のつくり方（2007年）音楽監修での参加
- それでもボクはやってない（2007年）
- 鴨川ホルモー（2009年）
- 毎日かあさん（2011年）
- 終の信託（2012年）
- 四十九日のレシピ（2013年）
- 舞妓はレディ（2014年）
- 超高速!参勤交代（2014年）
- ロマンス（2015年）Jirafaとの共同音楽担当
- 嫌な女（2016年）[注 1]
- 超高速!参勤交代 リターンズ（2016年）
- カツベン!（2019年)

### テレビ、アニメ＆配信ドラマ
- サラリーマン教室・係長は楽しいな(1986年)監督：周防正行 主演：柄本明
- 美味しんぼ(1996年)主演：唐沢寿明　石田ゆり子
- 奇跡の人(1998年)主演：山崎まさよし サントラリリース
- 魔法少女プリティサミー(1996年) 2枚のサントラリリース
- バトルアスリーテス大運動会(1997年) 2枚のサントラリリース
- 天使になるもんっ!(1999年) 3枚のサントラリリース
- つぐみへ…〜小さな命を忘れない〜(2000年)主演：鶴田真由 サントラリリース
- カスミン(2001年) 監督：本郷みつる　サントラリリース
- 学校の怪談(2004年)主演：妻夫木聡
- 忘却の旋律(2004年)桑野聖との共同音楽担当 サントラリリース
- 中村獅童版丹下左膳（2004年6月30日、日本テレビ系SPドラマ）
- おいしい殺し方(2006年)監督：ケラリーノ・サンドロヴィッチ
- めぞん一刻（2007年5月12日、テレビ朝日系SPドラマ）
- にっぽん夏紀行(2004年)テーマ音楽作曲 NHKドキュメンタリー
- 課外授業ようこそ先輩テーマ曲作曲（2008年度から2016年まで、NHK）
- さくら道(2009年)監督：渡辺孝好 主演：緒形直人 薬師丸ひろ子
- 続・遠野物語主演：田畑智子（2010年、NHK）
- あさイチ（メインテーマ、幾つかのコーナーテーマも。2010年から、NHK）
- いないいないばあっ!「モニョモニョ」クレイアニメーション：湯崎夫沙子（2004年から、NHK）
- にほんごであそぼ「さよなら」（歌：おおたか静流）「蜂と神さま」その他弦楽編曲も多い。（2011年から、NHK）
- 向田邦子イノセントシリーズ(2012年) - 「隣りの女」タナダユキ監督、「三角波」小林聖太郎監督ら4話からなる。主演：寺島しのぶ
- ひとモノガタリ　テーマ音楽「D-PLAIN-Folk」作詞作曲編曲歌（2018年〜2020年〜）NHKドキュメンタリー
- 【配信ドラマ】　シコふんじゃった！（2022年）監督：片島章三 その他3人
- 柚木さんちの四兄弟。(2023年) 監督：本郷みつる　2024年2月にはDVD、Blu-rayがリリース。オーディオコメンタリーにも出演する。
- SWITCH/ONアニメーション集団G9+1の作品(2023年) 8人の作家の作品に作曲。国立新美術館、京都国際映画祭で上映。

### OVA
- シャーマニックプリンセス(1996年) 2枚のサントラリリース

### ゲーム
- テイルコンチェルト(1998年)
  - 主題歌「For little tail」 - 歌・作詞:KOKIA

### 舞台、ラジオ
- 『女殺油地獄』（1982年）松竹サンシャイン劇場 主演：嵐徳三郎
- 『森の石松』（2006年）新橋演舞場 主演：中村獅童 演出：本木克英
- ダンスパフォーマンスグループ『東京愛情研究会』の音楽担当（1990年代）
- 『ぶたぶた』（2009年）NHK-FMラジオ ドラマ
- 『オートリバース』（2020年）全民放ラジオ、ラジコでオンエア　ドラマ　演出：長尾直樹

### 楽曲提供
- おおたか静流『RETURN』（1997年）に「春は萌え」を作曲編曲。他のアルバムにも編曲参加。
- 宮村優子「ハワイ旅情」 - 作詞:みやむらゆうこ
- やまがたすみこ『歌が降りてくる』に「歌が降りてくる」「教えないで詩人の予言を」の2曲提供 − 作詞：井上艦
- 箏奏者 川村昌子『BETWEEN THE LINES』に「リズムがかけらをひろう」を提供（1996）後に「リズムがかけらをひろう」は邦楽番組「邦楽アワー」のテーマ音楽として使用される
- 坂口由起子アルバム『榛』に1曲提供、アルバムプロデュース。
- ベーシスト 泉尚也アルバム『LIFE』など2枚のアルバムに計3曲提供。ライヴも行う。
- ヴァイオリニスト 桑野聖アルバム『東方弦聞録』に4曲提供及びプロデュース。ライヴも行う。
- 種ともこアルバム『雪月花』に4曲編曲参加、ライヴツアーにもギタリスト参加。（2008年）
- シンガーソングライター KOKIAアルバム「For little tail-ONCE-」を作曲編曲 - 歌・作詞:KOKIA (2010年)
- シンガーRachel Ongとコラボ。「Walk Away,Head High」を作曲編曲。作詞歌：Rachel Ong(2020年)
- ベーシスト 泉尚也アルバム『BOLERO』にラヴェルの「Bolero」をフレットレスベースがメロディを奏でる独自解釈で編曲。(2023年)
- 金原千恵子(Violin),笠原あやの(V.Cello)のユニットTRES JOYEUXに「CURIOCITY DRIVE」（弦楽四重奏曲）を作曲。(2023年)

## ディスコグラフィー
自己のアルバム＆サウンドトラックアルバム

### ソロ
- 『空想から映像連鎖』周防義和solo album 1998年《ソロアルバム》
- 『弦異抄SLOW SLIDE SONGS』周防義和solo album 2005年 《ソロアルバム》
- 『遇游歌集』周防義和solo album 2015年 《ソロアルバム》

### BREW-BREW
- 『文化ポップ』 BREW-BREW(周防's unit)1992年 《自己のユニット》
- 『シアワセポップ』 BREW-BREW(周防's unit)1993年 《自己のユニット》
- 『DoReMiFa#ポップがゆく』BREW-BREW 1994年 自己のユニット》
- 『かけら』BREW-BREW 1999年 《自己のユニット》

### COMA
- 『COMA』 COMA 周防義和/小石巳美 1998年 《自己のユニット》
- 『だって、大好き！』 COMA 周防義和/小石巳美 1999年 《自己のユニット》
- 『ぬかよろこび』 COMA 周防義和/小石巳美 2004年 《自己のユニット》

### tomo the tomo carpe diem
- 『CARPE DIEM』tomo the tomo carpe diem 2010年《自己のユニット》

### サウンドトラック （映画、ドラマ、アニメ）
- 『ファンシイダンス/シコふんじゃった。』soundtrack  音楽:周防義和
- 『奇跡の人』soundtrack 音楽:周防義和 1998年
- 『Shall we ダンス？』soundtrack 音楽:周防義和 1996年
- 『PURURUN!』「天使になるもんっ！」soundtrack  vol.1 音楽:周防義和
- 『フワリン』「天使になるもんっ！」soundtrack  vol.2 音楽:周防義和
- 『ギュッとね！』「天使になるもんっ！」soundtrack vol.3 音楽:周防義和
- 『Shamanic Princess』soundtrack  vol.1、2音楽:周防義和
- 『プリティサミー』 soundtrack vol.1、2 音楽:周防義和
- 『Battle Athletess 大運動会』soundtrack 音楽:周防義和
- 『つぐみへ...』soundtrack 音楽:周防義和 2000年
- 『東京マリーゴールド』soundtrack 音楽:周防義和 主題歌も作曲。
- 『カスミンミュージックコレクション』soundtrack 音楽:周防義和 2002年
- 『ドラッグストア・ガール』soundtrack 音楽:周防義和 主題歌も作曲。2004年
- 『死に花』soundtrack 音楽:周防義和 2004年
- 『忘却の旋律』soundtrack 音楽:桑野聖・周防義和
- 『AIR』soundtrack 音楽:周防義和 2005年
- 『それでもボクはやってない』soundtrack 音楽:周防義和 主題歌も作曲。2007年
- 『アルゼンチンババア』soundtrack 音楽:周防義和 2007年
- 『鴨川ホルモー』soundtrack 音楽:周防義和 2009年
- 『終の信託』 soundtrack 音楽:周防義和 主題歌も作曲。2012年
- 『超高速！参勤交代』soundtrack 音楽:周防義和 2014年
- 『舞妓はレディ』soundtrack 音楽:周防義和 2014年
- 『超高速！参勤交代リターンズ』soundtrack 音楽:周防義和 2016年
- 『カツベン！』soundtrack 音楽:周防義和 2019年（12月リリース）

### アルバム
- tomo the tomo carpe diem
  - tomo the tomo(Vo.)周防義和(Gt.&Cho.)

|            | 発売日       | タイトル   | レーベル(品番)            | タイアップ・その他 |
| ---------- | ------------ | ---------- | ------------------------- | --- |
| CDアルバム | 2010年4月7日 | CARPE DIEM | ZEZE-MU (品番：ZENV-0408) | M1.Memento M2.静けさの中で M3.帰還 M4.Door M5.Music In My Life M6.だってひとりじゃない M7.青空 M8.Road To Rebirth 〜a chainless soul〜 M9.Drugstore Girl M10.月の夜 夢の谷 今宵シャンパンの泡とともに M11.夜の終わりに想う歌 M12.Carpe Diem |

## 受賞歴
- 1992年J.A.M.主催広告音楽大競技会第2カテゴリーで受賞 - 女声合唱のCM楽曲(Vo:おおたか静流＆コーラス)
- 第20回日本アカデミー賞・最優秀音楽賞（『Shall we ダンス?』）[2]
- 第31回日本アカデミー賞・優秀音楽賞（『それでもボクはやってない』）[3]
- 第38回日本アカデミー賞・最優秀音楽賞（『舞妓はレディ』）[4]
- 第43回日本アカデミー賞・優秀音楽賞（『カツベン!』）
- 第69回毎日映画コンクール・音楽賞（『舞妓はレディ』）[5]
- 2015年おおさかシネマフェスティバル・音楽賞（『舞妓はレディ』）
- 2015年日本インターネット映画大賞・音楽賞（『舞妓はレディ』）

## その他
- 2008年FM軽井沢で音楽番組「周防義和音楽工房」がスタート（6か月間）
- 2012年ロックポップ作曲理論電子書籍『僕らはROCKで作曲する』を執筆。ロックポップの楽曲解説から理論を学ぶCDブック。